# Jurjen van der Velde
Jurjen van der Velde (* 4. Dezember 2002 in Zevenhuizen-Moerkapelle) ist ein niederländischer Dartspieler.

## Karriere
Jurjen van der Velde konnte bereits einige Titel im Juniorenbereich gewinnen, ehe er 2018 mit einem Whitewash das Finale der German Open gewann. Zudem gewann er den WDF Europe Cup Youth im Finale gegen Keane Barry. Im des Finale des World Youth Masters 2018 besiegte er Barry erneut. Durch seinen Sieg wurde er zum Finder Darts Masters eingeladen. Dort schied er jedoch in der Gruppenphase aus. Bei der JDC-Weltmeisterschaft siegte er im Alter von 16 Jahren. 2019 nahm van der Velde dann erstmals auf der PDC Development Tour teil, wo am ersten Wochenende bereits zweimal das Achtelfinale erreichte. Bei der PDC World Youth Championship 2019 schied van der Velde jedoch in der Gruppenphase aus. Nach einem eher erfolglosen Jahr auf der PDC Development Tour 2020 gewann er im Folgejahr direkt das erste Development Tour Event. Trotz erfolgloser PDC-Qualifying-School-Teilnahme konnte er auf diesem Weg sich für die UK Open 2021 qualifizieren. Dort schied er in der 2. Runde aus. Anfang Mai 2022 gewann er sein zweites Event auf der PDC Development Tour und ließ diesem im weiteren Jahresverlauf zwei Siege auf der PDC Challenge Tour 2022 folgen. Über die Order of Merit der Challenge Tour sicherte sich van der Velde dann eine Tourkarte für die PDC Pro Tour. Bei ersten Turnier der Players Championships 2023 erreichte er das Achtelfinale, ehe er sich zwei Tage später für die European Darts Open 2023 in Leverkusen qualifizieren konnte. Dort verlor er in Runde eins gegen René Eidams. Zuvor gewann van der Velde bei den UK Open 2023 gegen Brett Claydon und Ronny Huybrechts, bevor er mit 1:6 Richie Burnett unterlag. Er kam noch ein weiteres Mal ins Achtelfinale auf der Pro Tour, blieb sonst aber ohne größeren Erfolg auf der Tour. Bei der PDC Development Tour 2023 stand van der Velde in zwei Finale und beendete die dazugehörige Order of Merit auf Rang zehn. Er setzte sich bei der PDC World Youth Championship in seiner Vorrundengruppe durch und schaffte es in der K.-o.-Phase ins Achtelfinale, wo er mit 3:6 Jacob Gwynne unterlag.
2024 errang van der Velde im Februar einen Turniersieg auf der Development Tour. Bei den UK Open 2024 blieb er ohne Sieg. Auf der Pro Tour erreichte er daraufhin nie mehr als die dritte Runde. Die Development Tour Order of Merit beendete van der Velde auf Rang 9. Daraufhin erreichte er das Finale der PDC World Youth Championship, welches im Rahmen der Players Championship Finals ausgetragen wurde. Dort traf er auf seinen Landsmann Gian van Veen, dem er mit 5:6 unterlag, nachdem er insgesamt fünf Matchdarts vergab. Somit blieb van der Velde ohne WM-Qualifikation und letztlich auch wieder ohne Tour Card.
Bei der Q-School 2025 durfte er daraufhin in der Final Stag starten. Er erreichte am ersten Tag das Achtelfinale, blieb sonst aber ohne Punkt für die Rangliste und gewann seine Karte nicht zurück.

## Titel

### PDC
- Secondary Tour Events
  - PDC Development Tour
    - PDC Development Tour 2024: 4
    - PDC Development Tour 2025: 14

  - PDC Challenge Tour
    - PDC Challenge Tour 2022: 13, 18

## Weltmeisterschaftsresultate

### JDC
- 2018: Sieger (4:2-Sieg gegen  Lennon Cradock)
- 2019: 2. Runde (1:4-Niederlage gegen  Jiacheng Song)

### PDC-Junioren
- 2019: Gruppenphase (0:5-Niederlage gegen Joe Davis und 2:5-Niederlage gegen  Max Hopp)
- 2020: Gruppenphase (5:2-Sieg gegen  Vilem Sedivy und 1:5-Niederlage gegen  Ted Evetts)
- 2021: Gruppenphase (3:4-Niederlage gegen  Fabian Schmutzler, 2:4-Niederlage gegen  Kevin Doets und 2:4-Niederlage gegen  Rusty-Jake Rodriguez)
- 2022: Gruppenphase (5:2-Sieg gegen  Trevor Pettigrew und 4:5-Niederlage gegen  Brandon Weening)
- 2023: Achtelfinale (3:6-Niederlage gegen  Jacob Gwynne)
- 2024: Finale (5:6-Niederlage gegen  Gian van Veen)